# Rząd Alexandra Stubba
Rząd Alexandra Stubba – 73. gabinet w historii Finlandii, funkcjonujący od 24 czerwca 2014 do 29 maja 2015.
Po wyborach parlamentarnych z 17 kwietnia 2011 został utworzony wielopartyjny gabinet kierowany przez Jyrki Katainena. Urzędujący premier w kwietniu 2014 zadeklarował, że nie będzie ubiegał się o reelekcję na stanowisko przewodniczącego największego ugrupowania rządowego, Partii Koalicji Narodowej, a po wyborze nowego lidera w czerwcu tegoż roku ustąpi ze stanowiska premiera. 14 czerwca 2014 nowym przewodniczącym Kok. został Alexander Stubb. Stał się tym samym kandydatem do objęcia urzędu premiera. Większość rządzącą utworzyły dotychczas współpracujące ugrupowania: Partia Koalicji Narodowej (Kok.), Socjaldemokratyczna Partia Finlandii (SDP), Liga Zielonych (Vihr.), Szwedzka Partia Ludowa (SFP) i Chrześcijańscy Demokraci (KD). 23 czerwca 2014 fiński parlament powołał Alexandra Stubba na urząd premiera. Skład rządu, ostatecznie powołanego 24 czerwca 2014, pozostał w znacznej mierze tożsamy z poprzednim gabinetem. 26 września 2014 odwołano ministrów Ligi Zielonych, która opuściła koalicję.
Gabinet funkcjonował do 29 maja 2015, kiedy to zastąpił go wyłoniony po wyborach w 2015 nowy rząd kierowany przez Juhę Sipilę.

## Skład rządu
| funkcja                                            | minister             | partia | okres urzędowania | okres urzędowania |
| funkcja                                            | minister             | partia | od                | do                |
| -------------------------------------------------- | -------------------- | ------ | ----------------- | ----------------- |
| premier                                            | Alexander Stubb      | Kok.   | 24 czerwca 2014   | 29 maja 2015      |
| wicepremier, minister finansów                     | Antti Rinne          | SDP    | 24 czerwca 2014   | 29 maja 2015      |
| minister spraw zagranicznych                       | Erkki Tuomioja       | SDP    | 24 czerwca 2014   | 29 maja 2015      |
| minister handlu zagranicznego i spraw europejskich | Lenita Toivakka      | Kok.   | 24 czerwca 2014   | 29 maja 2015      |
| minister rozwoju                                   | Pekka Haavisto       | Vihr.  | 24 czerwca 2014   | 26 września 2014  |
| minister rozwoju                                   | Sirpa Paatero        | SDP    | 26 września 2014  | 29 maja 2015      |
| minister obrony                                    | Carl Haglund         | SFP    | 24 czerwca 2014   | 29 maja 2015      |
| minister spraw wewnętrznych                        | Päivi Räsänen        | KD     | 24 czerwca 2014   | 29 maja 2015      |
| minister sprawiedliwości                           | Anna-Maja Henriksson | SFP    | 24 czerwca 2014   | 29 maja 2015      |
| minister edukacji i łączności                      | Krista Kiuru         | SDP    | 24 czerwca 2014   | 29 maja 2015      |
| minister mieszkalnictwa i kultury                  | Pia Viitanen         | SDP    | 24 czerwca 2014   | 29 maja 2015      |
| minister rolnictwa i leśnictwa                     | Petteri Orpo         | Kok.   | 24 czerwca 2014   | 29 maja 2015      |
| minister transportu i spraw lokalnych              | Paula Risikko        | Kok.   | 24 czerwca 2014   | 29 maja 2015      |
| minister spraw gospodarczych                       | Jan Vapaavuori       | Kok.   | 24 czerwca 2014   | 29 maja 2015      |
| minister pracy                                     | Lauri Ihalainen      | SDP    | 24 czerwca 2014   | 29 maja 2015      |
| minister spraw społecznych i zdrowia               | Laura Räty           | Kok.   | 24 czerwca 2014   | 29 maja 2015      |
| minister opieki zdrowotnej i socjalnej             | Susanna Huovinen     | SDP    | 24 czerwca 2014   | 29 maja 2015      |
| minister środowiska                                | Ville Niinistö       | Vihr.  | 24 czerwca 2014   | 26 września 2014  |
| minister środowiska                                | Sanni Grahn-Laasonen | Kok.   | 26 września 2014  | 29 maja 2015      |